# Giovanni de Gregorio (cardinale)
Giovanni de Gregorio (Messina, 20 gennaio 1729 – Messina, 11 luglio 1791) è stato un cardinale italiano.

## Biografia
Nacque a Messina il 20 gennaio 1729.
Fu creato cardinale nel concistoro del 14 febbraio 1785.
Si spense a Messina l'11 luglio 1791.